# Liste der Mainfähren im Landkreis Kitzingen
Die Liste der Mainfähren im Landkreis Kitzingen führt alle bestehenden und ehemaligen Fährverbindungen über den Main im unterfränkischen Landkreis Kitzingen auf. Heute bestehen lediglich noch vier Mainfähren im Landkreis, allerdings wurden sieben weitere Fährverbindungen noch bis in die Mitte des 20. Jahrhunderts betrieben.

## Historischer Hintergrund
Die Mainfähren gingen wahrscheinlich aus den Furtstellen hervor, die bereits in vor- und frühhistorischer Zeit bekannt waren. Damals war der Fluss breiter, seichter und an mehreren Stellen wesentlich inselreicher. Zunächst waren die Übergänge nicht allgemein bekannt, sondern wurden von den Dorfgemeinschaften als Geheimnisse bewahrt. Während des Frühmittelalters etablierten sich insbesondere an den Furten am Ausgang der Seitentäler alte Straßen. Vor allem Schwarzenau, Fahr und Kitzingen waren wichtige Übergangsorte.
Die Fremden, die den Fluss überqueren wollten, benötigten die Einheimischen, die dementsprechend entlohnt wurden. Daraus entwickelten sich die sogenannten Fährer, die auch in den jeweiligen Dorfsagen Aufnahme fanden. Während des Mittelalters entstanden am Maindreieck viele Fähren, die nun die Erinnerung an die Furten verdrängten. Zunächst waren die Fähren Einzelunternehmungen. Die Gemeinden hatten lediglich die Tarifaufsicht und sorgten grundsätzlich für den Bestand der Verbindung.
Erst am Ende des Mittelalters konnten die Lehensherrschaften die Rechte in den Dorfordnungen festlegen. Sie betrachteten die Fähren als sichere Einnahmequellen und sorgten auch für die Verkehrskontrolle. Nach der Mediatisierung versuchten die Herrschaften weiter die angestammten Rechte zu behalten, vor allem den Herren von Mauchenheim, genannt Bechtolsheim gelang dies in ihren ehemaligen Besitzungen. Bei Betrieben, in denen die Kosten die Einnahmen überstiegen, versuchte man schnell, die Fähre an die Gemeinde zu verkaufen.
In der zweiten Hälfte des 19. und zu Beginn des 20. Jahrhunderts verloren die Fähren ihre verkehrswichtige Bedeutung. Technisch wurden sie nun von den Straßen- bzw. Flussbauämtern beaufsichtigt und entwickelten sich für die Gemeinden zumeist zu Zuschussbetrieben. Man benötigte ein geeignetes Wasserfahrzeug, eine An- und Abfahrt, eine Lände, sowie eine Wohnung für die Fährer. Zumeist wurden die Betriebe nun von den Gemeinden an Fährleute verpachtet und in der zweiten Hälfte des 20. Jahrhunderts wegen mangelnder Rentabilität aufgegeben.
Die Fährschiffe waren im Laufe der Jahrhunderte ebenso einigen Veränderungen unterworfen. Zunächst nutzte man einfache Fahrbäume, die später zu sogenannten Schelchen mit einer Plattform umgewandelt wurden. Zuletzt etablierten sich Metallfähren, die entweder an einer Kette im Flussbett oder an einer sogenannten Hochseilanlage geführt wurden. Nach dem Ausbau des Mains zur Großschifffahrtsstraße ersetzte man die Boote zumeist durch Motorfähren. Die erhaltenen Betriebe sind heute Sehenswürdigkeiten und werden touristisch genutzt.

## Liste der Mainfähren
Der Liste liegen die vor allem die beiden Aufsätze Die Furten und Fähren im Landkreis Kitzingen von Otto Selzer zugrunde. Hier sind die Fährstellen des alten Landkreises Kitzingen vor 1972 ausführlich erwähnt. Ergänzt wurden die Fährorte durch die Anlagen im alten Landkreis Gerolzhofen, insbesondere der Fähren an der Volkacher Mainschleife. Hier sind vor allem die Aufsätze von Stefan Meusert zu nennen. Lediglich die Fähre in Köhler findet in der Literatur keine Erwähnung.
Die Liste gliedert sich nach dem Fährort und seiner Lage flussaufwärts am Main. Ihr Status beschreibt den derzeitigen Stand der Fährverbindung: Entweder besteht sie noch, oder sie wurde bereits aufgelöst. Die Spalte Verbindung führt die Orte an den Flussufern auf, während der Main-Kilometer die Messung der Flusslänge abbildet. Der Fährtyp führt die Schiffstypen auf, die heute oder in der Vergangenheit die Überfahrt sicherstellten. Unter der Spalte Geokoordinate kann die Fährstelle genau identifiziert werden und unter Anmerkungen sind die historischen Rahmendaten der jeweiligen Fähre erfasst.
| Mainfähre (Fährrecht)      | Status    | Verbindung (Orte)                            | Main-Kilometer (Lage) | Fährtyp                                              | Geokoordinate                    | Anmerkungen |
| -------------------------- | --------- | -------------------------------------------- | --------------------- | ---------------------------------------------------- | -------------------------------- | --- |
| Mainfähre Segnitz          | aufgelöst | Segnitz-Marktbreit                           | ---                   | Schelch und Nachen, später Motorfähre                | 49° 40′ 11,3″ N, 10° 8′ 39,5″ O  | Erstmals erwähnt wurde die Fähre im Jahr 1454. Die Segnitzer Fährer wurden „Fergen“ genannt und waren dem Gericht in Niedernbreit zugeordnet. Im 19. Jahrhundert nahm der Holzhandel auf dem Main zu und erschwerte den Transport mit der Fähre. Mit dem Bau der Mainbrücke im Jahr 1893 wurde die Fähre stillgelegt. Nach der Sprengung der Mainbrücke im Jahr 1945 verkehrte kurzzeitig wieder eine Fähre. |
| Mainfähre Marktsteft       | aufgelöst | Marktsteft-Sulzfeld am Main                  | 281,24                | Schelch und Nachenfähre, ab 1897 Motorfähre          | 49° 41′ 43,5″ N, 10° 7′ 49,8″ O  | Im Mittelalter teilten sich die Herren von Hohenlohe und die Würzburger Dompropstei das Fährrecht in Marktsteft. Während des 19. Jahrhunderts versuchte man die Fähre immer wieder zu erneuern. 1890 scheiterte die Errichtung einer Kettenfähre, mit dem Ersten Weltkrieg verschob man den Bau einer Hochseilfähre. Nochmals stoppte man nach dem Zweiten Weltkrieg den Bau einer Hochseilfähre. Im Jahr 1955 wurde das Fährrecht an die Gemeinde Sulzfeld am Main abgegeben.                                                                                          |
| Mainfähre Sulzfeld am Main | aufgelöst | Sulzfeld am Main-Marktsteft                  | ---                   | Schelchfähre, ab 1955 Motorfähre                     | 49° 42′ 30,2″ N, 10° 8′ 9,3″ O   | Erstmals erwähnt wurde die Fähre im 14. Jahrhundert. Die Sulzfelder Fähre war immer der Konkurrenz zur wichtigeren Verbindung im nahen Marktsteft ausgesetzt. Erst im 16. Jahrhundert gelang es der Bevölkerung, die gleichen Rechte wie Marktsteft an sich zu ziehen. Das Fährrecht ruhte allerdings während der Frühen Neuzeit. Erst 1955 konnte die Gemeinde das Fährrecht von Marktsteft erwerben. In der zweiten Hälfte des 20. Jahrhunderts wurde die Fähre aufgegeben.                                                                                           |
| Mainfähre Hohenfeld        | aufgelöst | Hohenfeld-Kitzingen                          | 285,40                | Kahnfähre, ab 1912 Gierseilfähre, ab 1956 Motorfähre | 49° 43′ 15,2″ N, 10° 9′ 26,7″ O  | Die Mainfähre existierte bereits im Mittelalter und wurde zunächst von der Dorfherrschaft verwaltet. Später verpfändete man die Fähre an verschiedene Herren. Erst 1662 erwarben die Markgrafen von Brandenburg-Ansbach die Fähre. Charakteristisch für die Hohenfelder Fähre waren die häufigen Verlegungen der Anlage in der zweiten Hälfte des 20. Jahrhunderts. Schließlich gab man die Fähre auf. |
| Mainfähre Kitzingen        | aufgelöst | Kitzingen-Etwashausen                        | ---                   | wohl Schelchfähre                                    | 49° 44′ 24,3″ N, 10° 9′ 52,3″ O  | Das Fährrecht war an die Herrschaft des Benediktinerinnenklosters Kitzingen angelehnt. Wahrscheinlich konnte die Fähre lediglich Personen übersetzen. Sie verlor mit dem Bau der Mainbrücke an Bedeutung und wurde kurze Zeit später aufgegeben. |
| Mainfähre Mainstockheim    | bestehend | Mainstockheim-Albertshofen                   | 290,61                | freifahrende Motorfähre                              | 49° 46′ 20,4″ N, 10° 9′ 26,5″ O  | Erstmals erwähnt wurde die Fähre im Jahr 1515. Allerdings war die Furt an dieser Stelle bereits in den Jahrhunderten zuvor frequentiert worden. Im Jahr 1535 legte man die Rechte des Fährmannes fest. Später erwarben die Herren von Mauchenheim, genannt Bechtolsheim das Fährrecht im Ort. Während des 20. Jahrhunderts wurde die Fähre weiter beständig modernisiert. Heute wird die Fähre insbesondere für den Tourismusverkehr genutzt. |
| Mainfähre Mainsondheim     | bestehend | Mainsondheim-Dettelbach                      | 294,36                | ab 1959 freifahrende Motorfähre                      | 49° 47′ 58,6″ N, 10° 10′ 7,5″ O  | Erstmals erwähnt wurde die Mainfähre im Jahr 1555. Ursprünglich verband sie wohl den Königshof in Dettelbach mit dem zugeordneten Dorf Mainsondheim. Wie die nahegelegene Fähre in Mainstockheim kam auch die Anlage in Mainsondheim an die Herren von Mauchenheim, genannt Bechtolsheim. Im Jahr 1959 konnte das Motorfährschiff eingeweiht werden. Heute dient die Fähre überwiegend dem Tourismusverkehr. |
| Mainfähre Schwarzenau      | aufgelöst | Schwarzenau-Stadtschwarzach-(Gerlachshausen) | ---                   | ab 1839 Gierseilfähre                                | 49° 48′ 6,6″ N, 10° 13′ 4,8″ O   | Die Schwarzenauer Mainfähre bestand bereits im Mittelalter und ersetzte eine der am häufigsten genutzten Furten zwischen dem Würzburger Land und dem nördlichen Steigerwald. Während der Revolutionskriege im 18. und 19. Jahrhundert wurde die Fähre häufig von französischen Soldaten genutzt und war deshalb zeitweise zur schwimmenden Brücke ausgebaut. Die Fähre verlor mit dem Bau der Schwarzenauer Mainbrücke im Jahr 1890 an Bedeutung. Allerdings wurde sie erst im 20. Jahrhundert aufgegeben.                                                              |
| Mainfähre Sommerach        | aufgelöst | Sommerach-Neuses am Berg                     | ---                   | zuletzt Schelchfähre                                 | 49° 49′ 25,6″ N, 10° 12′ 5,5″ O  | Erstmals erwähnt wird die Mainfähre im 17. Jahrhundert. Sie verband die Gemeinde insbesondere mit der Wallfahrtskirche Maria im Sand in Dettelbach. Die Gemeinde Sommerach verpachtete die Fähre an Beständer. Im Jahr 1959 wurde die Fähre aufgegeben. |
| Mainfähre Köhler           | aufgelöst | Köhler-Nordheim am Main                      | ---                   | wohl Schelchfähre                                    | 49° 50′ 54,2″ N, 10° 10′ 6,7″ O  | Die Fährverbindung wird in der Literatur nicht erwähnt. Allerdings ist sie auf dem Urkataster von Bayern aus der ersten Hälfte des 19. Jahrhunderts eingezeichnet. |
| Mainfähre Nordheim am Main | bestehend | Nordheim am Main-Escherndorf                 | 307,35 W              | seilgeführte Motorfähre                              | 49° 51′ 34,6″ N, 10° 10′ 42,2″ O | (W: Lage im sogenannten Altmain, von Kanal abgeschnitten) Die Mainfähre Nordheim am Main wurde im Jahr 1473 erstmals erwähnt. Lange Zeit hatte das Kloster Münsterschwarzach das Fährrecht inne und verlieh es an unterschiedliche Pächter. Die Fähre erfuhr im Laufe der Zeit immer wieder Erneuerungen, so wandelte man 1919 die Anlage in die heute noch bestehende Hochseilfähre um. Die Fähre dient heute überwiegend dem Tourismusbetrieb. |
| Mainfähre Astheim          | aufgelöst | Astheim-Volkach                              | ---                   | Nachenfähre                                          | 49° 51′ 45,3″ N, 10° 13′ 11,1″ O | Erstmals erwähnt wurde die Astheimer Fähre bereits im Jahr 1409. Sie war lange Zeit Teil des Kartäuserklosters, das die Dorfherrschaft über das Dorf innehatte. Mit der gegenüberliegenden Stadt Volkach kam es immer wieder zu Streitigkeiten wegen der Überfahrtstarife. Astheim war immer der Konkurrenz zur wichtigeren Verbindung Fahr ausgesetzt und versuchte die Anlage immer wieder zu modernisieren. Der Bau der Volkacher Mainbrücke beendete 1892 schließlich die Existenz der Fähre. Kurze Zeit verkehrte sie allerdings nach der Sprengung 1945 wiederum. |
| Mainfähre Fahr             | bestehend | Fahr-Kaltenhausen                            | 311,14                | freifahrende Motorfähre                              | 49° 52′ 31,8″ N, 10° 9′ 47,8″ O  | Die Mainfähre wurde im Jahr 1479 erstmals genannt. Lange Zeit hielten die jeweiligen Dorfherren das wichtige Fährrecht. Die Fähre war auch noch während des Zweiten Weltkriegs von verkehrswichtiger Bedeutung und wurde deshalb mehrfach bombardiert. Nach dem Krieg forcierte man die Modernisierung der Anlage. Heute überwiegt der Tourismusverkehr. |